# Ɛ᷇
Cette page contient des caractères spéciaux ou non latins. S’ils s’affichent mal (▯, ?, etc.), consultez la page d’aide Unicode.
Ɛ᷇, appelé epsilon aigu-macron, est un graphème utilisé dans les écritures du bassa.
Il s'agit de la lettre epsilon latin diacritée d'un aigu-macron.

## Représentations informatiques
L’epsilon aigu-macron peut être représenté avec les caractères Unicode suivants :
- décomposé (latin de base, diacritiques)[1],[2],[3] :

| formes    | représentations | chaînes de caractères | points de code | descriptions                                             |
| --------- | --------------- | --------------------- | -------------- | -------------------------------------------------------- |
| capitale  | Ɛ᷇               | Ɛ◌᷇                    | U+0190 U+1DC7  | lettre majuscule latine e ouvert diacritique aigu-macron |
| minuscule | ɛ᷇               | ɛ◌᷇                    | U+025B U+1DC7  | lettre minuscule latine epsilon diacritique aigu-macron  |